# 约翰·多恩
约翰·多恩（又譯鄧約翰，1572年—1631年3月31日）是英國詹姆斯一世時期的玄学派詩人，他的作品包括十四行詩、愛情詩、宗教詩、拉丁譯本、雋語、輓歌、歌詞等。

## 生平

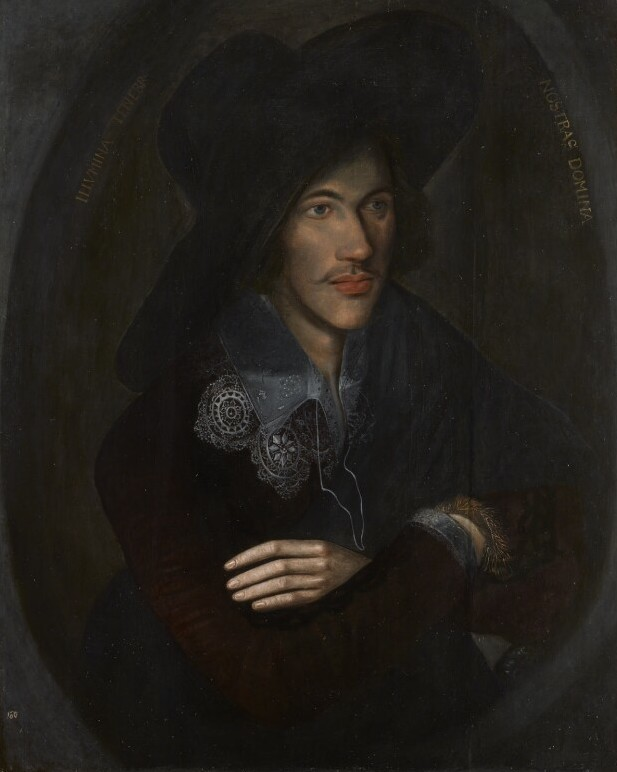
约翰·多恩年轻时的肖像

出生于伦敦的一个罗马天主教家庭，爸爸是威尔斯人后裔。母親的親戚托馬斯·莫爾因天主教而殉難，也有許多近親因而遭受迫害，弟弟亨利也因宗教原因被監禁，並被殺害。然而，約翰是家族中唯一放棄天主教並改信英國國教的人。他曾在牛津大學哈特堂学院（Hart Hall，今牛津大学赫特福德学院）和剑桥大学学习神学、医学、法律和古典文学，但均未获得学位。1598年，多恩被任命为伊格顿爵士的私人秘书。1601年，他秘密同伊格顿夫人的侄女结婚。尽管婚姻愉快，多恩却因此获罪，失去了职位，并遭监禁。出狱后十数年间，生活艰苦，並暫時生活於朋友的庇護下。后因撰文攻击天主教、维护王权而获得詹姆斯一世的赏识，于1615年成为王室牧师，1621年出任聖保羅大教堂教长，是當時最著名的傳教士，直到1631年去世。

## 作品風格

### 初期
約翰的詩起初常包含對英國社交界的尖銳批判。他認為人們應仔細考慮宗教信仰，而不是盲目地遵循傳統，他曾經說過:「A Harry, or a Martin taught [them] this」指出是聖人告訴我們要相信神，並主張審判是無法挽救人的。而且他早期有許多悲情詩含有情色內容。《跳蚤》也是其中之一。鄧約翰在生前雖沒有出版這些詩歌，卻有將其詩的手稿廣泛向世人傳播。

### 後期
約翰後期因生病、經濟貧困和朋友的死亡，而使其詩增添了陰沉的基調。從他的宗教相關作品中可以明顯看出這一點。改信英國國教後，約翰的文學作品也多與宗教有關。他充滿感染力的講道方式與宗教詩歌隨即受到肯定。約翰去世前，基於他的信仰主張，寫了許多挑戰死亡的詩，他認為死者被送到天堂是為了永遠活著。一個廣為人知的例子是Sonnet X也就是Death be not proud。

## 延伸阅读
- Bald, R. C.: Donne's Influence in English Literature. Peter Smith, Gloucester, Massachusetts USA, 1965
- Berman, Antoine.  [Towards a Translation Criticism: John Donne]. 由Françoise Massardier-Kenney翻译. Paris: Gallimard. 1995 （法语）.
- Carey, John. . London: Faber and Faber. 1981. Revised and republished 1990.
- Colclough, David. . DS Brewer. 2003. ISBN 978-0-85991-775-9.
- Grierson, Herbert J. C. (编). . Oxford: University Press. 1902. In two volumes
- Guibbory, Achsah (编). . Cambridge: University Press. 2006.
- Jessopp, Augustus. . . London: Smith, Elder & Co. 1885–1900.
- Le Comte, Edward. . Walker. 1965.
- Stephen, Leslie. . . London: Duckworth and Co. 1898: 36–82.
- Lim, Kit. . Penguin. 2005.
- Morrissey, Mary. . Oxford: OUP. 2011. ISBN 978-0-19-957176-5. doi:10.1093/acprof:oso/9780199571765.001.0001.
- Stubbs, John. . Penguin Books Limited. 2007. ISBN 978-0-14-190241-8.
- Sullivan, Ceri. . Oxford: University Press. 2008.
- Warnke, Frank J. . Twayne. 1987. ISBN 978-0-8057-6941-8.
- (PDF). 北京十月文艺出版社. 2006年8月. （原始内容存档 (PDF)于2021年）.